# Autreville-sur-la-Renne
Autreville-sur-la-Renne – miejscowość i gmina we Francji, w regionie Grand Est, w departamencie Górna Marna.
Według danych na rok 1990 gminę zamieszkiwało 506 osób, a gęstość zaludnienia wynosiła 12 osób/km².